# Henån
Henån est un village du comté de Västra Götaland, dans l'ouest de la Suède, situé sur l'île d'Orust et son chef-lieu (centralort).
Henån compte 1816 habitants. On y trouve une école, un supermarché, quelques commerces et une gare de bus.
Henån a également un petit port de plaisance.